# Italico Brass
Italico Brass (* 14. Dezember 1870 in Gorizia; † 16. August 1943 in Venedig) war ein italienischer Maler und Kunstsammler deutscher Herkunft.

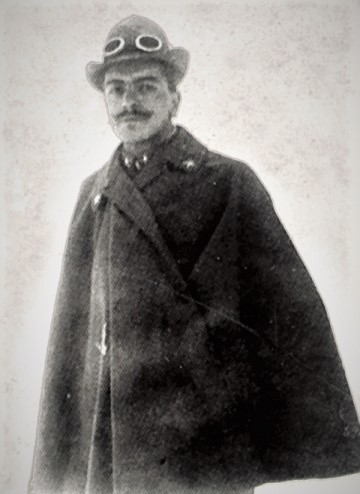
Italico Brass 1916

## Leben
Brass zog 1887 nach München. An der Kunstakademie studierte er bei Karl Raupp. Unter dem Einfluss des Malers Wilhelm Leibl und der Schule von Barbizon (die 1869 und 1879 ihre Werke in München ausgestellt hatte) entschied sich Brass 1888, seine Studien in Paris fortzusetzen. Seine Lehrer dort waren William Adolphe Bouguereau, Jean-Joseph Benjamin-Constant und Jean-Paul Laurens. Er unterbrach seine Pariser Studienzeit durch Reisen nach Venetien. In Chioggia entstand sein erstes Meisterwerk: Chioggiotti alla briscola (Leute aus Chioggia beim Kartenspiel), mit dem er im Pariser Salon von 1893 auf sich aufmerksam machen konnte. 1895 heiratete er in Paris Lina Rebecca Vidgoff (eine russische Medizinstudentin) und zog mit ihr (im Jahr der ersten  Biennale) nach Venedig, wo er die größte Zeit seines Lebens verbrachte. Dort schuf er viele venezianische Veduten, unter anderem das Gemälde Il ponte del Redentore (die Brücke des Erlösers), auf das sich laut Anthony Ozturk der amerikanische Schriftsteller Ezra Pound in seinem Gedicht Per Italico Brass bezieht. Brass und Pound wohnten im selben Stadtteil Venedigs, in Dorsoduro.
In dem Brass gewidmeten Gedicht von 1908 heißt es unter anderem: Some see but color ... or how composed the white of sheep clouds ere the wolf of storm that lurks behind the hills shall ... hurl tumultuous on the peace before. But I see more (Einige sehen nur die Farbe ... oder wie die weißen Schäfchenwolken angeordnet sind, bevor sich der Wolf des Sturms, der hinter den Hügeln lauert, ungestüm auf den friedlichen Anblick stürzen wird. Aber ich sehe mehr). Es bleibt offen, ob der Dichter in der Rolle des Betrachters mit dem Ich-sehe-mehr den Wolf des Sturmes meint oder etwas Drittes hinter Wolken und Sturm, jedenfalls erwartet er von der bildenden Kunst anderes als nur eine wirklichkeitsgetreue oder farbenschwelgende Oberfläche. Pound kritisierte sowohl den fotografischen Realismus als auch den sich auf Farbtöne beschränkenden, oberflächlichen Impressionismus. Ihm mag gefallen haben, dass sich Brass zwischen beiden Kunstrichtungen einordnen lässt, weil sich dieser vom Realismus der Landschaftsmalerei Raupps hin zur Flächigkeit und Farbigkeit bewegt hatte, wofür Il ponte del Redentore ein gutes Beispiel abgibt.
Brass stellte regelmäßig auf der Biennale aus. 1910 widmete sie dem Maler eine Einzelausstellung von 43 Werken. Das begründete seinen internationalen Ruf. Zu seinen Anhängern zählte der Schriftsteller, Kunstkritiker und Organisator vieler Kunstausstellungen Ugo Ojetti (1871–1946). Brass war 1911 auf der Internationalen Kunstausstellung in Rom vertreten. 1911 und 1912 wurden seine Bilder bei einer Wanderausstellung gezeigt (Budapest, Berlin, Hamburg, Frankfurt, München, Paris). Er präsentierte seine Werke auch in Übersee, z. B. in Buenos Aires und San Francisco, wo er 1915 die Goldmedaille für das Bild Il ponte sulla laguna empfing. 1914 erhielt er eine Einzelausstellung in der Galerie des Kunsthändlers Georges Petit (1856–1920) in Paris und 1918 eine Ausstellung seiner Venedig gewidmeten Werke in der Galleria Pesaro in Mailand.
Das italienische Oberkommando erteilte Brass 1915 den Auftrag, im Bereich der dritten Armee (unter dem Befehl des  2. Herzogs von Aosta) das militärische Geschehen am Isonzo zu dokumentieren. So entstand sein diario pittorico, sein Bilder-Tagebuch. Er war nicht der einzige „Maler-Soldat“, auch Anselmo Bucci, Aldo Carpi und andere malten für die Armee. 1917 veröffentlichte Brass sein Buch Sulle orme di San Marco (Auf den Spuren von San Marco). Ausstellungen 2008 und 2009 in den Schlössern zu Udine und Gorizia mit ca. 50 Werken waren dem Thema La Grande Guerra vista da Italico Brass (der Große Krieg – Erster Weltkrieg – aus der Sicht von Italico Brass) gewidmet.
1920 kaufte Brass die im Krieg beschädigte Scuola Vecchia dell' Abbazia di Santa Maria della Misericordia (Alte Schule des Klosters zur Heiligen Maria der Gnaden) in Venedig (im Stadtteil Cannaregio) und betrieb die Sanierung des Bauwerks. Brass war in der Zwischenkriegszeit Mitglied der Kommission für öffentliche Gebäude und des Aufsichtsgremiums für die städtischen Museen Venedigs. Er gehörte auch dem wissenschaftlichen Komitee an, das die Ausstellungen für Tizian (1935), Jacopo Tintoretto (1937) und Paolo Veronese (1939) vorbereitete. 1935 zeigte die Biennale eine Retrospektive auf die künstlerische Entwicklung von Brass.
Brass war auch ein angesehener Kenner und Sammler von Bildern des 16., 17. und 18. Jahrhunderts, die er in der restaurierten Scuola Vecchia ausstellte. Seine Sammlung umfasste Werke von Bonifacio Veronese (1487–1553), Tiziano Vecellio (ca. 1490 – 1576), Lambert Sustris (um 1515 – 1591), Jacopo Palma jun. (1548 – 1628), Giulio Carpioni (1613 – 1678), Valerio Castello (1624 – 1659), Alessandro Magnasco (1667 – 1749), Giovanni Battista Piazzetta (1682 – 1754), Francesco Guardi (1712 – 1793) und Ubaldo Gandolfi (1728 – 1781). Brass trug an die 50 Gemälde von Alessandro Magnasco zusammen, ohne in jedem Fall die Urheberschaft zu kennen, die erst durch den österreichischen Dichter, Übersetzer und Kunsthistoriker Benno Geiger festgestellt worden ist. Deshalb werden Brass und Geiger gelegentlich als die „Wiederentdecker“ Magnascos bezeichnet. Die Brass-Sammlung ist nach dem Tode des Künstlers auf viele Museen und Auktionen verteilt worden, z. B. Metropolitan Museum of Art und Cleveland Museum of Art.
1942 beteiligte sich Brass (zusammen mit Mirko Artico) als Szenenbildner an der Produktion des Films Canal Grande von Andrea di Robilant. Italico Brass ist der Großvater des Regisseurs Giovanni Brass (dem Italico den Spitznamen Tinto nach dem Maler Tintoretto gab). In Gorizia existiert eine nach Italico Brass benannte Straße.

## Werke (Auswahl)
- Chioggiotti alla briscola (Leute aus Chioggia beim Kartenspiel), 1893 oder früher (ausgestellt im Pariser Salon von 1893 und auf der ersten Biennale 1895)
- Ritratto di mia moglie (Portrait meiner Frau), 1896 (präsentiert auf der Weltausstellung Paris 1900)
- Via crucis, 1899
- Casolare in campagna (Häuser auf dem Lande), 1903
- Sacca Fisola, 1904
- Il ponte di barche alla Salute[12], 1904
- Rosa appassita (verblühte Rose, Portrait einer venezianischen Dame), 1905 oder früher
- Il ponte dei Greci (die Brücke der Griechen, nahe der griechisch-orthodoxen Kirche San Giorgio im Stadtteil Castello), 1905
- Campo Santa Margherita[13], 1906
- Il ponte del Redentore, 1908 oder früher (1909 ausgestellt in der Ca' Pesaro Venedig)
- Il ponte sulla laguna, 1909 oder früher
- Sulla spiaggia al Lido (am Strand des Lido di Venezia), 1909
- Campanile in costruzione (der Wiederaufbau des  Markusturms), 1909
- Piazza San Marco, 1909
- Casotto di carnevale in campo Santa Margherita (Karnevalsbude auf dem Platz Santa Margherita), 1910
- Traghetto alla Dogana (Fähre über den Canal Grande zwischen Markusplatz und dem Zollhaus Dogana di Mare), 1911
- La festa dei morti (Allerseelen), 1912 oder früher
- Le ricamatrici (die Stickerinnen), 1912
- Maschere a San Barnaba (Maskierte auf dem Platz vor der Kirche San Barnaba), 1913
- Inaugurazione del campanile di San Marco (Einweihung des wiedererrichteten  Markusturms), 1914
- Feuerwerk über der Lagune, 1914 (Musée d’Orsay)
- Sconfinamento dei bersaglieri a Treponti presso Cervignano (Grenzübertritt der Bersaglieri bei Treponti nahe  Cervignano), 1915
- Soldati a Palmanova[14], 1915
- La bandiera d'Italia a San Giusto (die Fahne Italiens an San Giusto, der Kathedrale von Triest), 1916
- Assalto di notte presso Monfalcone (Nachtangriff bei Monfalcone), 1916
- Il ponte di Peuma bombardato (die beschossene Brücke von Peuma über den Isonzo)[15]
- Sulle orme di San Marco (Auf den Spuren von San Marco), eine Sammlung von Kriegsbildern nebst Erläuterungen, 1917
- Portrait eines venezianischen Knaben mit Puppe, 1920 oder früher
- Ritratto d'uomo con cravatta (Portrait eines Mannes mit Krawatte), 1925